# Barrelhouse Records
Barrelhouse Records war ein Blues und Rockabilly Musiklabel, das 1969 von George Paulus gegründet wurde.
Zu den Künstlern, die auf diesem Label aufgenommen wurden, zählen so verschiedenartige wie Washboard Willie, Big John Wrencher, Charlie Feathers, Harmonica Frank Floyd, Sleepy John Estes, Johnny Young, Blind Joe Hill, Joe Carter, Robert Richard, Marcus Van Story, Easy Baby and His Houserockers und die Chicago Slim Blues Band.